# ایگناسیو رودو
ایگناسیو رودو (اسپانیایی: Ignacio Rodó‎؛ زادهٔ ۱۱ دسامبر ۱۹۸۶) کارگردان فیلم، نویسنده، تهیه‌کننده فیلم اهل اسپانیا است. وی از سال ۲۰۰۷ میلادی تاکنون مشغول فعالیت بوده است.
او سابقه چشمگیری در دنیای فیلم‌های کوتاه دارد؛ جایی که آثارش بیش از ۱۵۰ جایزه کسب کرده و در بیش از ۱٬۰۰۰ جشنواره بین‌المللی فیلم (از جمله چند جشنواره واجد شرایط اسکار) انتخاب شده‌اند. او بیشتر به‌خاطر فیلم کوتاه پتو رو روم بنداز (۲۰۱۴) شناخته می‌شود؛ فیلمی که بیش از ۲۵۰ انتخاب در جشنواره‌های فیلم، چندین جایزه و میلیون‌ها بازدید در اینترنت به دست آورده است.
از فیلم‌های دیگر او می‌توان به «وکیل» اشاره نمود.